# Делинья
Делинья (Делинне) — река в Якутии, правый приток реки Томпо (бассейн Алдана). Длина реки — 357 км, площадь водосборного бассейна — 12 500 км².
Берёт начало на Эльгинском плоскогорье, течёт среди гор на запад, затем на юг. В верховьях протекает через одноимённое озеро. Питание снеговое и дождевое. Главный приток справа — Нолучу. Высота истока — 910 м, высота устья — 416 м.

## Название
В районе истока на реке есть одноимённое озеро Делинда. Название реки и озера, предположительно, имеет эвенское происхождение. Эвенское название реки и озера — Делинде — образовано из корня дели «таймень» и увеличительного аффикса -нде. То есть Делинья — это река и озеро большого тайменя.

## Притоки (км от устья)
- 7,2 км: река Таал
- 15 км: река Имнекан
- 25 км: река без названия
- 35 км: река без названия
- 42 км: река Хачакчан
- 47 км: река Тирехтях
- 48 км: река без названия
- 51 км: река без названия
- 60 км: река Сакар
- 65 км: река без названия
- 72 км: река без названия
- 75 км: река без названия
- 75 км: река без названия
- 82 км: река Эныкан
- 84 км: река Бургали
- 87 км: река без названия
- 92 км: река Тенгкели
- 93 км: река Сидор
- 116 км: река Нолучу
- 127 км: река без названия
- 133 км: река без названия
- 140 км: река без названия
- 170 км: река без названия
- 176 км: река без названия
- 179 км: река Хенекичан
- 193 км: река без названия
- 202 км: река Синьгями
- 205 км: река без названия
- 215 км: река без названия
- 223 км: река Экачендя
- 243 км: река без названия
- 244 км: река без названия
- 248 км: река без названия
- 250 км: река Эделян
- 252 км: река без названия
- 258 км: река без названия
- 278 км: река Нолучу
- 280 км: река без названия
- 286 км: река без названия
- 286 км: река без названия
- 307 км: река Кугумун
- 309 км: река без названия
- 318 км: река Демалыс
- 324 км: ручей Тихий
- 326 км: ручей Дальний

## Данные водного реестра
По данным государственного водного реестра России относится к Ленскому бассейновому округу, водохозяйственный участок реки — Алдан от впадения реки Амга до устья.